# Liolaemus bellii
Liolaemus bellii är en ödleart som beskrevs av  Müller och HELLMICH 1932. Liolaemus bellii ingår i släktet Liolaemus och familjen Tropiduridae.

## Underarter
Arten delas in i följande underarter:
- L. b. bellii
- L. b. araucaniensis
- L. b. moradoensis
- L. b. neuquensis